# Въмблени
Въмблени (на гръцки: Μοσχοχωρίτες, Мосхохоритес) са жителите на бившето костурско село Въмбел (Мосхохори), Гърция. Това е списък на най-известните от тях.

## Родени във Въмбел
А – Б – В – Г – Д –
Е – Ж – З – И – Й —
К – Л – М – Н – О —
П – Р – С – Т – У —
Ф – Х – Ц – Ч – Ш —
Щ – Ю – Я

### А
- Ангел, български революционер, селски войвода на ВМОРО, по време на Илинденско-Преображенското въстание е войвода на въмбелската чета[1]
- Андрю Росос (р. 1941), канадски историк, македонист

### В
- Вангел Калайджиев, деец на Охрана[2]
- Васил Жуглов (1880 – ?), български революционер

### Г
- Георги Василев, български революционер от ВМОРО, четник на Христо Цветков[4]
- Георги Гапков, деец на Охрана[2]

### Д
- Дана Гершанова-Мураданларска (1916 – 1992), българска комунистическа деятелка

### З
- Зисо Попхристов (Ζήσης Παπαχρήστος), гръцки андартски деец от трети клас и свещеник[5]

### И
- Илия Дигалов (1890 – 1922), български революционер
- Илия Льоровски, деец на Охрана[2]
- Илия Ставрев (Ильо Въмбелски) (? – 1907), четник на ВМОРО, загинал в Жупанища заедно с Митре Влаха[3][6]
- Илия Тарев, деец на Охрана[2]
- Ильо Гапков, деец на Охрана[2]

### К
- Кольо Камбуров (1924 – 1947), гръцки комунист, сражавал се в редовете на ЕЛАС в периода 1943 – 1945 година; загинал в Гражданската война в боевете за Каймакчалан през 1948 година[7]
- Кольо Панов, деец на Охрана[2]
- Кольо Рошов, деец на Охрана[2]
- Коста Карамешов, деец на Охрана[2]
- Круме Лаганов, деец на Охрана[2]
- Кръсто Караскаков (1871 – след 1943), български революционер, установил се във Варна, деец на Македонските братства
- Кръстю Наков Тачев, български общественик, установил се във Варна, деец на Македонските братства

### Л
- Лазар Почев (Λάζαρος Πότσης), гръцки андартски деец, четник[8]
- Лазо Лафазанов, деец на Охрана[2]
- Ламбо Наумов Пуров (1879 – след 1943), български революционер

### М
- Мария Вангелова Кьосева (1927 – ?), членка на ГКП от 1949 година, войник на ДАГ (1947 – 1949), след разгрома на ДАГ в 1949 г. емигрира в СССР, а в 1954 година се установява във Варна, България, оставя спомени[9]
- Мито Атанасов (Митьо, 1890 – ?), македоно-одрински опълченец, Костурска съединена чета, Трета рота на Втора скопска дружина[10]
- Мурто, деец на ВМОРО, войвода на въмбелската чета по време на Илинденско-Преображенското въстание[11]

### Н
- Наум Гапковски (р. 1941), северномакедонски геолог
- Наум Ламбрев Кръстев (1873 – след 1943), деец на ВМОК и ВМОРО
- Наум Ролев (Ναούμ Ρόλος), гръцки андартски деец, подпомага четата на капитан Вардас[5]
- Николинка Янева Клиновска (1921 – ?), членка на АФЖ, ятачка на ЕЛАС, след разгромана ДАГ в 1949 година емигрира в Полша, а в 1961 година се установява във Варна, България[12]

### П
- Пандо Андреев Динев, македоно-одрински опълченец, в 1912 година 34-годишен постъпва в Опълчението и служи в Нестроевата рота на Шеста охридска дружина;[13] на 29 април 1943 година, на 67 години, като жител на Провадия, подава молба за българска народна пенсия,[14] която е одобрена и пенсията е отпусната от Министерския съвет на Царство България[15]
- Пандо Руфов, български революционер, участник в Илинденско-Преображенското въстание[16]
- Петър Киров Нанчев (1870 – след 1943), български революционер

### С
- Сократ Лафазановски (р. 1939), северномакедонски художник
- Сократ Пановски (1948 – 2011), общественик от Северна Македония
- Сотир, убит от ВМОРО като предател и агент на властите в 1900 г.[17]
- Сотир Манов, деец на Охрана[2]
- Сотир Панов, деец на Охрана[2]
- Спиро Пандов Руфов (1883 – след 1943), македоно-одрински опълченец; на 11 февруари 1943 година, като жител на Варна, подава молба за българска народна пенсия, която е одобрена и пенсията е отпусната от Министерския съвет на Царство България[16]
- Ставри Ставрев (Σταύρος Σταυρόπουλος), гръцки андарт, агент от ІІІ ред[8]

### Т
- Тодор Троков, деец на Охрана[2]

### Х
- Христо Дигала[18] (Παπαχρήστος), гръцки свещеник и андартски деец от трети клас, убит от войводата Димитър[5]
- Христо, участник в партизанския отряд на Никола Лефтеров в Първата световна война[19]
- Христо (Ристо) Тоилчев, деец на Охрана[2]
- Хаджи поп Христо Н. Лафазанов, български духовник

### Я
- Яни Киров Нанчев (? - 1903), български революционер, загинал в Илинденско-Преображенското въстание[20]
- Яни Кичевски, деец на Охрана[2]
- Яни Люкров (1922 – 1948), деец на Охрана,[2] комунистически партизанин, войник на Демократичната армия на Гърция

## Свързани с Въмбел
- Ермис Лафазановски (р. 1961), северномакедонски писател, по произход от Въмбел
- Кръстю Лафазанов (р. 1961), български актьор, по произход от Въмбел
- Тед Кочев (1931 – 2025), канадски режисьор от български произход, по произход от Въмбел